# Дмитриев, Максим Петрович
Макси́м Петро́вич Дми́триев (21 августа 1858 — 21 октября 1948) — нижегородский фотограф XIX — XX веков, зачинатель российской публицистической фотожурналистики, член Русского фотографического общества.

## Биография
Максим Петрович Дмитриев родился 21 августа 1858 года в деревне Повалишино Кирсановского уезда Тамбовской губернии. Мать, Александра Герасимова, была дворовой помещика Афанасьева. В возрасте двух лет Максим был отдан на воспитание бездетному крестьянину Елисею Куприянову в Егорьевский уезд Рязанской губернии. Окончил церковно-приходскую школу. Однако дела Куприянова пошатнулись, содержать ребёнка ему становилось тяжело, Максиму пришлось самому зарабатывать себе на пропитание: читать псалтырь над покойниками, плести корзины для продажи.
В четырнадцатилетнем возрасте Максим Дмитриев оказался в Москве, где Елисей Куприянов пристроил его «в мальчики» в посудной лавке. Однако вскоре мать Максима, желая, чтобы сын овладел ремеслом, сумела устроить его в ученики к известному московскому фотографу М. П. Настюкову. Максим быстро освоил работу подмастерья, за несколько месяцев достигнув результатов, на которые у некоторых уходили годы. Начав с чистки и мытья стёкол для изготовления фотопластинок, вскоре он перешёл к наклейке отпечатков и ретушированию. Настюков стал доверять ретушь талантливому подростку. По выходным Максим занимался на воскресных рисовальных курсах художественного Строгановского училища, изучая основы композиции, перспективы, соотношение света и тени, и прочие тонкости графики.
В 1874 году вместе с хозяином впервые посетил Нижний Новгород, Настюков взял Максима с собой для работы в павильоне на ярмарке. Шумная ярмарка, с толпами народа, тысячами лиц впечатлила и увлекла юношу. В свободное время он с переносной камерой выходил к лавочным рядам или забирался на высокие здания, снимая сцены торговли, народные развлечения, толпы гуляющих, нижегородские пейзажи. В Нижнем Новгороде Дмитриев встретил человека, сыгравшего огромную роль в его дальнейшей жизни — нижегородского фотографа и художника Андрея Осиповича Карелина, который не скрывал секретов мастерства от молодого человека. Дмитриев мечтал работать с Карелиным, однако этому препятствовал шестилетний контракт с Настюковым, не позволяющий уехать из Москвы.
В 1877 году Настюков, однако, решил оставить фотографию и продал бизнес вместе с персоналом некоему Эгерту. Дмитриев, воспользовавшись ситуацией, расторг контракт и переехал в Нижний Новгород. Там он устроился ретушёром в ателье Д. Лейбовского, бывшего ученика Карелина, много позаимствовавшего в технике у учителя. Спустя два года, в 1879 году, наконец Дмитриев стал помощником Карелина, к этому времени обладавшего европейской и мировой известностью. Дмитриев старательно изучал особенности работ Карелина, исследовал нюансы его мастерства, осваивал мастерское владение светом и оптикой. По совету наставника Максим посещал музеи, художественные галереи, читал классические произведения русской литературы, восполняя недостатки образования. Работа у Карелина дала Дмитриеву не только профессиональные навыки, но и позволила накопить некоторые средства для открытия своего дела.

### Открытие своего дела

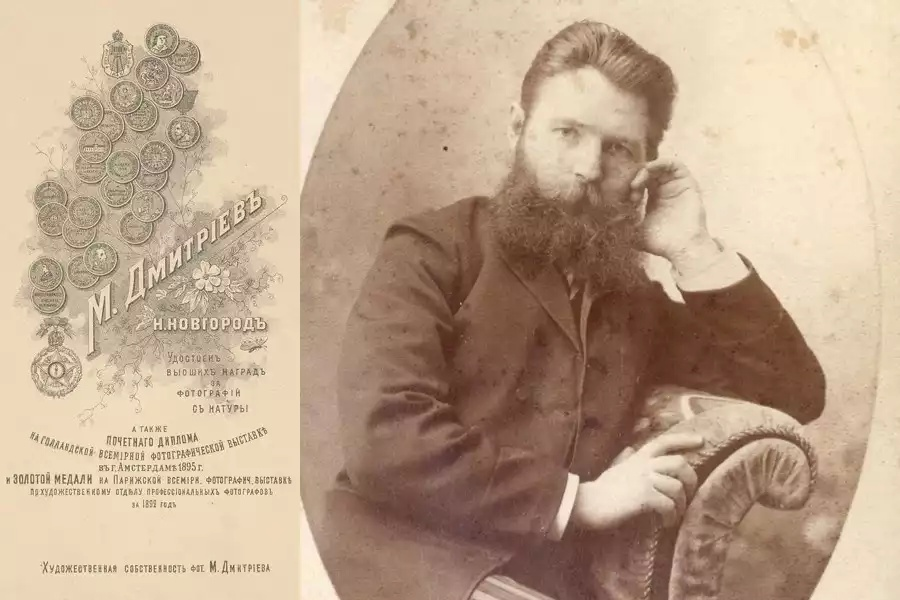
Максим Петрович Дмитриев

В октябре 1881 года Максим Петрович вместе с «почётным гражданином» Л. Галиным открыл своё ателье на главной улице Нижнего Новгорода — Большой Покровской. Однако вскоре между компаньонами начались разногласия, и спустя всего полгода Дмитриев вышел из дела. Некоторое время он работал в новом ателье Карелина на Малой Покровке, затем работал с фотографами в Орле и Москве, пока в середине 1880-х не вернулся в Нижний Новгород. 7 февраля 1886 года Дмитриев получил разрешение на открытие собственного фотоателье. В ту пору конкуренция между фотографами в Нижнем Новгороде была довольно высока, в городе уже насчитывалось 5 фотоателье, предприятие Дмитриева стало шестым. Но высокое профессиональное мастерство, тонкий художественный вкус помогли начинающему фотографу быстро достичь успеха. Уже в 1889 году к Дмитриеву пришла известность. Это случилось после его успеха на Всероссийской юбилейной фотографической выставке в Москве, посвящённой 50-летию светописи. Дмитриев представил на суд публики 53 фотографии крупного формата в самых разных жанрах: пейзажи, портреты, групповые снимки, бытовые сцены. Особое внимание публики привлекал своей смелостью портрет недавнего ссыльного В. Г. Короленко. Обладая также хорошим предпринимательским талантом, Дмитриев каждую работу снабдил ценником с указанием адреса своего ателье в Нижнем Новгороде. Сочетание профессионального мастерства с безошибочным расчётом на коммерческий успех заставили обратить на Дмитриева внимание всех знатоков российской фотографии.
После блестящего дебюта в Москве последовал значительный успех и в Санкт-Петербурге, где Дмитриев принял участие в Петербургской фотовыставке, организованной Русским техническим обществом. Его экспозиция «Волжская коллекция» была удостоена похвального отзыва, ей был посвящён специальный доклад на заседании фотографического отдела РТО. В следующем году Дмитриев стал обладателем высших наград на выставке в Одессе «за позировку в портретах» и Казани «за сцены и жанры, мастерски скомпонованные». Многие критики сравнивали его работы с творчеством его бывшего наставника Карелина. Так в 1890-м году один из критиков писал о Карелине: «Что значит художник-фотограф! Какие виды, как умело они сняты при выгодном освещении, как хороши его жанры: это просто картины из живых людей», продолжая уже о Дмитриеве: «С работами г-на Дмитриева я ознакомился на Казанской выставке, где именно та же художественность выразилась в его фотографических картинах, выхваченных из жизни, на известные темы».

### 1890-е

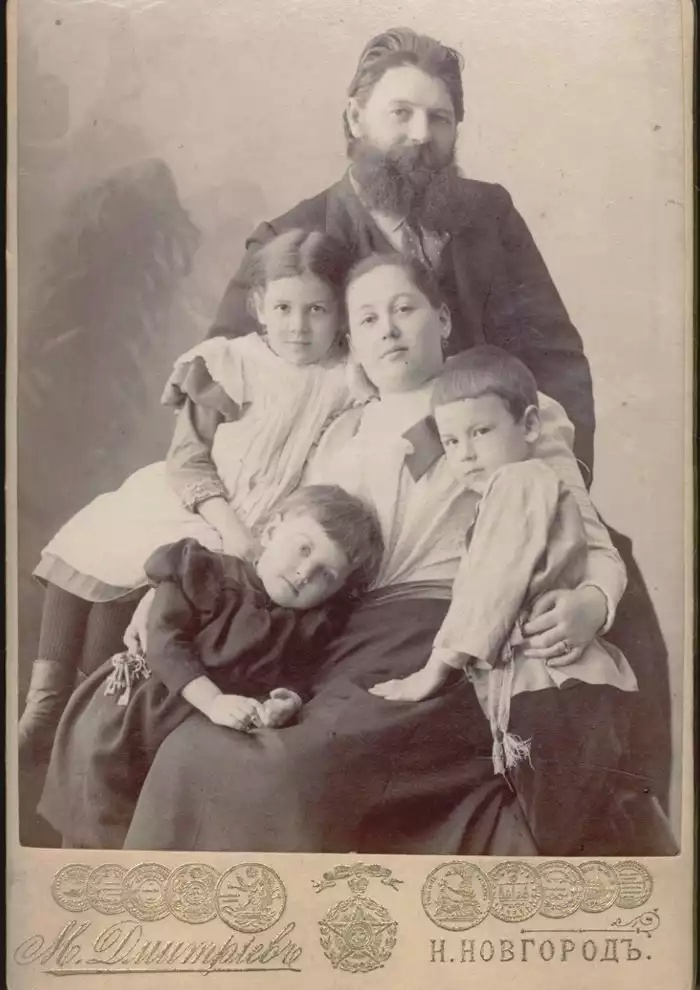
Максим Дмитриев с семьёй. 1890-е гг.

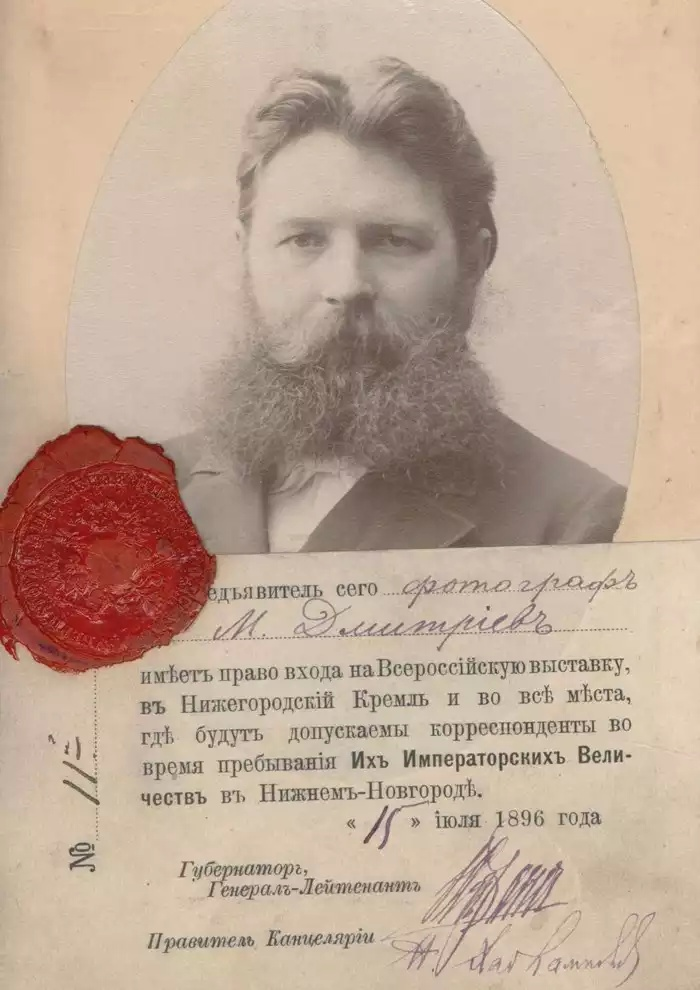
Пропуск М. П. Дмитриева на Всероссийскую выставку и в Нижегородский Кремль, 1896 г.

В этот период основной темой работ Дмитриева была многообразная жизнь Нижегородской губернии, с её социальными контрастами и противоречиями. В 1892 году Дмитриев принимал участие в Парижской международной фотографической выставке, где к работам, ранее выставлявшимся в Москве, и уже отмеченным там малой золотой медалью, он присовокупил социальную фотографию «Арестанты на строительных работах», привлекшую внимание как парижской публики, так и русских посетителей выставки. И если мировая оценка творчества Дмитриева вылилась в золотую медаль по отделу профессиональной художественной фотографии, то российская — в критику. Так граф Ностиц, будучи обозревателем выставки писал в журнале «Фотограф-любитель»: «Светописи г. Дмитриева, бывшие на Московской выставке, тоже хороши, но удивляет меня, для чего он послал во Францию светопись, изображавшую арестантов на постройке. Удивляюсь, как г. Дмитриев не избрал другого сюжета, чтобы послать на Парижскую выставку. Из-за того только, что полутона хорошо вышли на рубашках арестантов, ещё не следовало послать и выставлять в Париже эту семейную сцену. Недоставало ему… выставить ссыльно-каторжных на пути в Сибирь. Теперь, увы, на Руси тоже преобладает реальная школа».
В 1895 году Дмитриев становится обладателем Почётного диплома выставки в Амстердаме. В то время, как его работы производили впечатление на европейскую публику, сам Дмитриев активно трудился над серией фотографий, посвящённых голоду в Поволжье в начале 1890-х — альбомом «Неурожайный 1891—1892 год в Нижегородской губернии», принесший ему признание и уважение со стороны прогрессивной российской общественности. Со своей камерой формата 18×24 см Дмитриев добирался до районов, наиболее пострадавших от засухи и эпидемий. Он снимал семьи в тифозной горячке, снимал полуразвалившиеся крестьянские дома, лишенные соломенных крыш, снимал голодающих и тех, кто стремился им помочь: врачей, медсестёр, учителей. В 1893 году Дмитриев в собственной фототипии издал большой альбом с 51 снимком этого цикла. «Фотограф-любитель» отозвался об альбоме так:

…(альбом) переносит зрителя к действительным сценам бедствия жителей и к той благотворительности, которая являлась на помощь пострадавшим, так что альбом дает вполне наглядное понятие о том, что было, и, слава богу, прошло
Знаменитый критик В. В. Стасов отзывался об альбоме куда более эмоционально. Он писал Дмитриеву 17 декабря 1893 года: «…Спешу написать Вам эти немногие строки, но мне довольно их, чтобы сказать Вам, что я в неописанном восторге от Ваших фотографий, особенно от „картин голодного года“. Я ничего подобного не видел нигде в Европе, — а смею сказать, я много видел и здесь и в Европе». Высоко оценил альбом и Лев Толстой, сам неоднократно призывавший к помощи голодающим и активно участвовавший в борьбе с последствиями засухи. Изданная в 1912 году книга В. Е. Чешихина (Ветринского) «Лев Толстой и голод» была проиллюстрирована именно фотографиями Максима Дмитриева.
Следующим крупным циклом в творчестве Дмитриева стала серия фотографий архитектурной тематики. В это период вообще в обществе возник сильный интерес к российской истории, подогреваемый публикациями произведений П. И. Мельникова-Печерского, Н. И. Храмцовского, А С. Гациского. Дмитриев вошёл в состав Нижегородской губернской учёной архивной комиссии (НГУАК). Ещё в 1888 году в комиссии работал наставник Дмитриева А. Карелин. А критик Стасов в переписке с Дмитриевым сообщал, что для художественного отдела Публичной библиотеки ему удалось собрать крупнейшую в России коллекцию фотографических снимков, касающихся русских местностей, личностей, жизненных сцен, костюмов и т. д. Также он отмечал правдивость и достоверность фотографий Дмитриева, документализм его фотографий. Дмитриев активно включился в работу НГУАК, занимаясь созданием иллюстративных экспонатов будущего краеведческого музея. Кроме того, Петербургская Академия художеств неоднократно обращалась в комиссию с просьбой прислать в столицу всевозможные изображения местных памятников: кремлей, монастырей, храмов, старых зданий и т.д.
Дмитриев снимал панорамы Нижнего Новгорода с различных ракурсов, старые кремлёвские башни, храмы, он снимал деревянную кофейню у Георгиевской башни и новый Ромодановский вокзал, снимал виды городских улиц. Он побывал практически на всех высотных зданиях Нижнего Новгорода, выискивая новые виды и ракурсы. Прекрасные фотопанорамы города, виды исторических мест и памятников в условиях высокого интереса публики к отечественной истории оказались весьма востребованными. Серия фотографий, высланная в Академию художеств, была высоко оценена.

### Волжский цикл

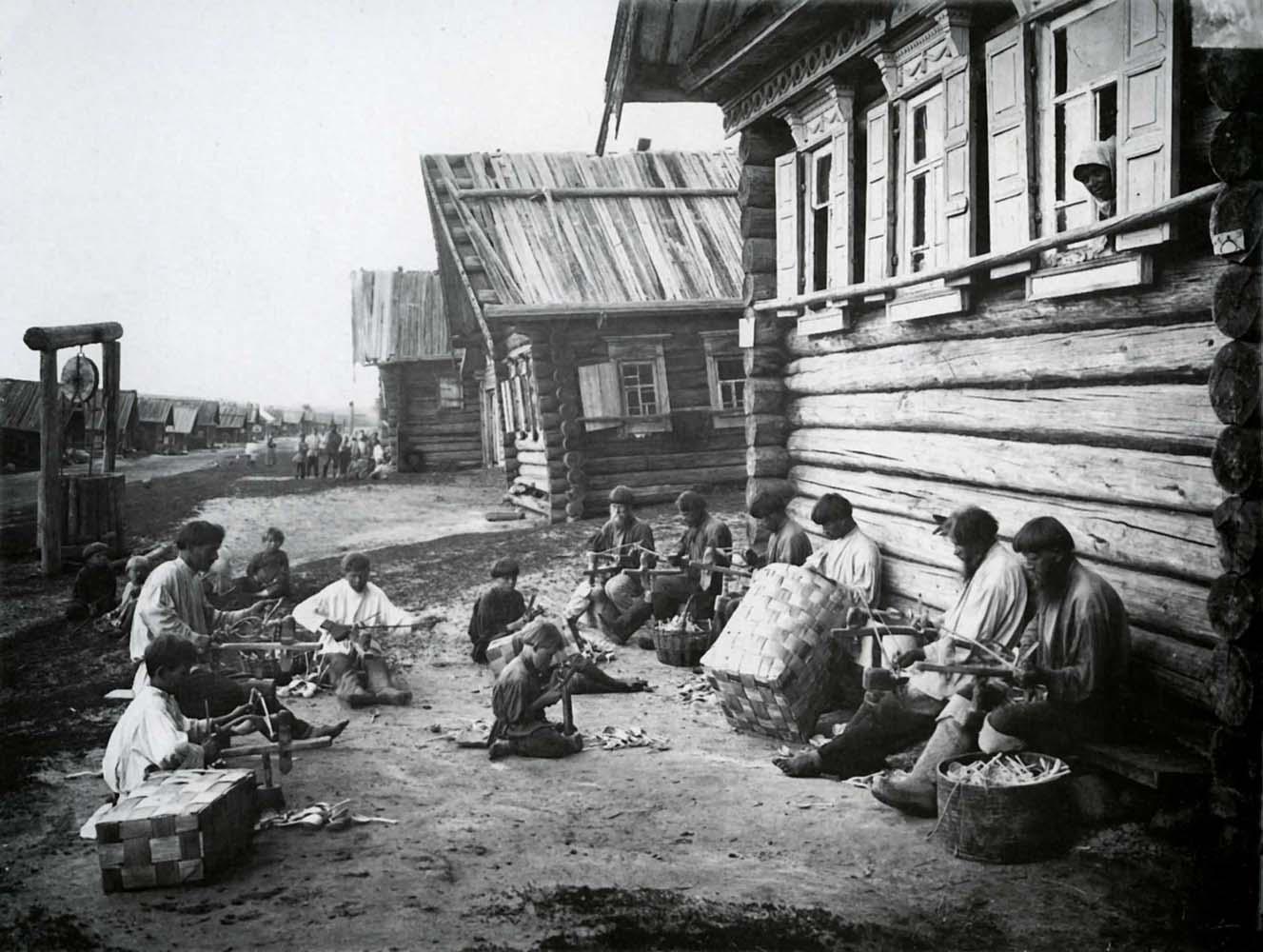
Дмитриев. Ложкарное производство. 1897 г.

В 1894 году Максим Дмитриев приступил к новому проекту. Он намеревался снять Волгу на всём её протяжении, от истока до устья, со всеми историческими и природными достопримечательностями на берегах, с прибрежными сёлами и городами. Высаживаясь с парохода на берег, Дмитриев взбирался со своей большой камерой, штативом и фотопластинками размерами от 18×24 до 50×60 см на окрестные холмы и возвышенности, выискивая лучшие точки съёмки. Были сделаны сотни и сотни кадров, работа была тяжёлой и медленной, в итоге завершившись только в 1903 году. Но уже в 1896 году более сотни фотографий этого цикла, запечатлевшие Волгу на протяжении от Рыбинска до Астрахани, составили основу экспозиции Дмитриева на Всероссийской торгово-промышленной и художественной выставке в Нижнем Новгороде. «Волжская коллекция» стала лучшим экспонатом отдела фотографии на выставке, заслужив восторженные отзывы:

Самым выдающимся экспонатом в отделе, является, бесспорно, работа местного фотографа г. Дмитриева, выставившего в своей красивой, одной из лучших на фотографической выставке, витрине более 100 видов Волги, начиная от Рыбинска до Астрахани, размером с альбуминный лист. Эта описательная работа великой русской реки, ещё никем пока не исполненная в России, и является капитальной работой всей выставки, обращая на себя особое внимание всех посещающих отдела как размером, так и интересом и художественным исполнением… Этот экспонат можно отметить как самый выдающийся и интересный, и для всякого мало-мальски понимающего светопись он является одним из лучше разрешенных в техническом и художественном отношении и может служить примером другим, что может при энергии и любви к делу сделать русский фотограф, задавшийся целью иллюстрировать своё отечество, игнорируя расходы и те трудности, с которыми приходится бороться в подобных съёмках
Расходы на создание «Волжской коллекции» Дмитриев действительно понёс немалые. Хотя его фотографиями пользовались многие издатели, они входили в многотомник «Россия», издававшийся в 1890-х годах Русским Географическим обществом, никакой существенной выгоды Дмитриеву они не принесли из-за несовершенства законодательства Российской империи об авторском праве. Позднее, в 1908 году в Государственную Думу была подана «Записка об авторском праве», подписанная крупнейшими российскими фотографическими обществами. В ней сообщалось, что труд Дмитриева принёс автору затрат на 40 тысяч рублей и моральное удовлетворение вместо доходов. В 1899 году Дмитриев был избран в действительные члены Русского географического общества.
Дмитриев продолжал активно участвовать в выставках, как в российских: в Санкт-Петербурге, Москве, Нижнем Новгороде , Казани, Одессе, так и в международных: в Париже, в Амстердаме, в Чикаго, в Нью-Йорке, в Сан-Жиле и других, причем практически каждая выставка пополняла его коллекцию наград, медалей и дипломов. Несмотря на модные веяния он продолжал снимать, используя камеры большого формата и альбуминную бумагу, применяя новшества: гуммиарабиковую печать, печать в различных цветных тонах, изготовление фотографий на материи, стекле и дереве лишь для коммерческих съемок.
Его работы были отмечены высокими наградами на выставках в Париже, Амстердаме, Чикаго и Нью-Йорке.

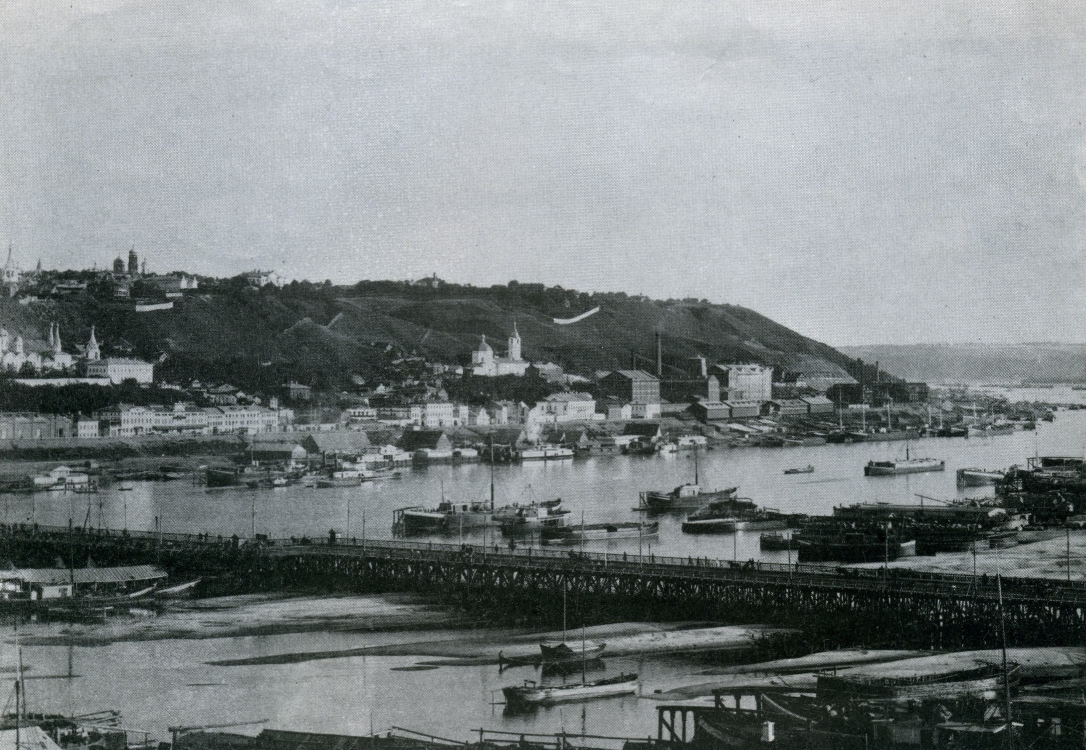
Вид на Нижний Новгород с ярмарочной стороны (1900-е гг.)
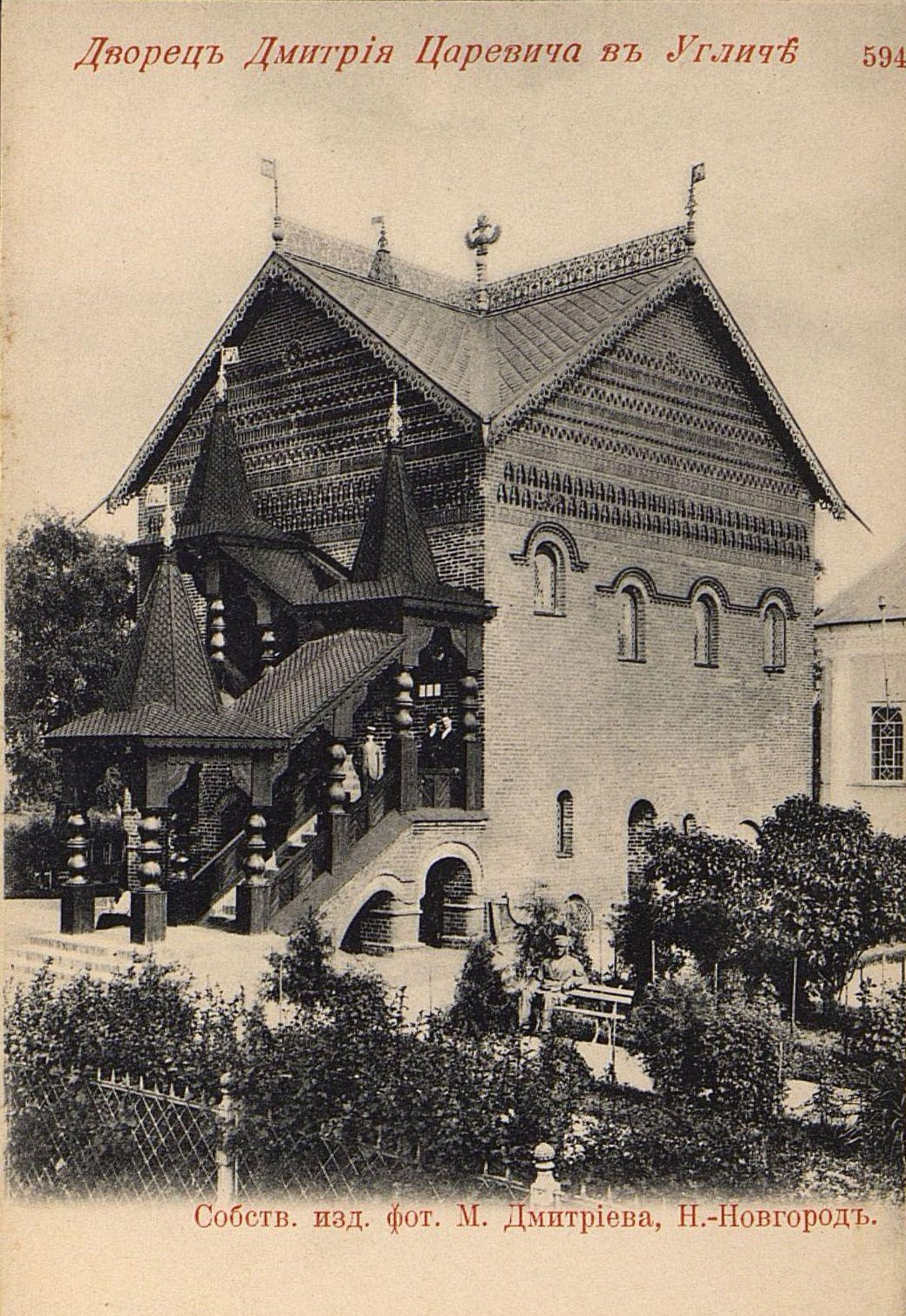
Углич. Дворец Дмитрия-царевича (1890-е гг.)
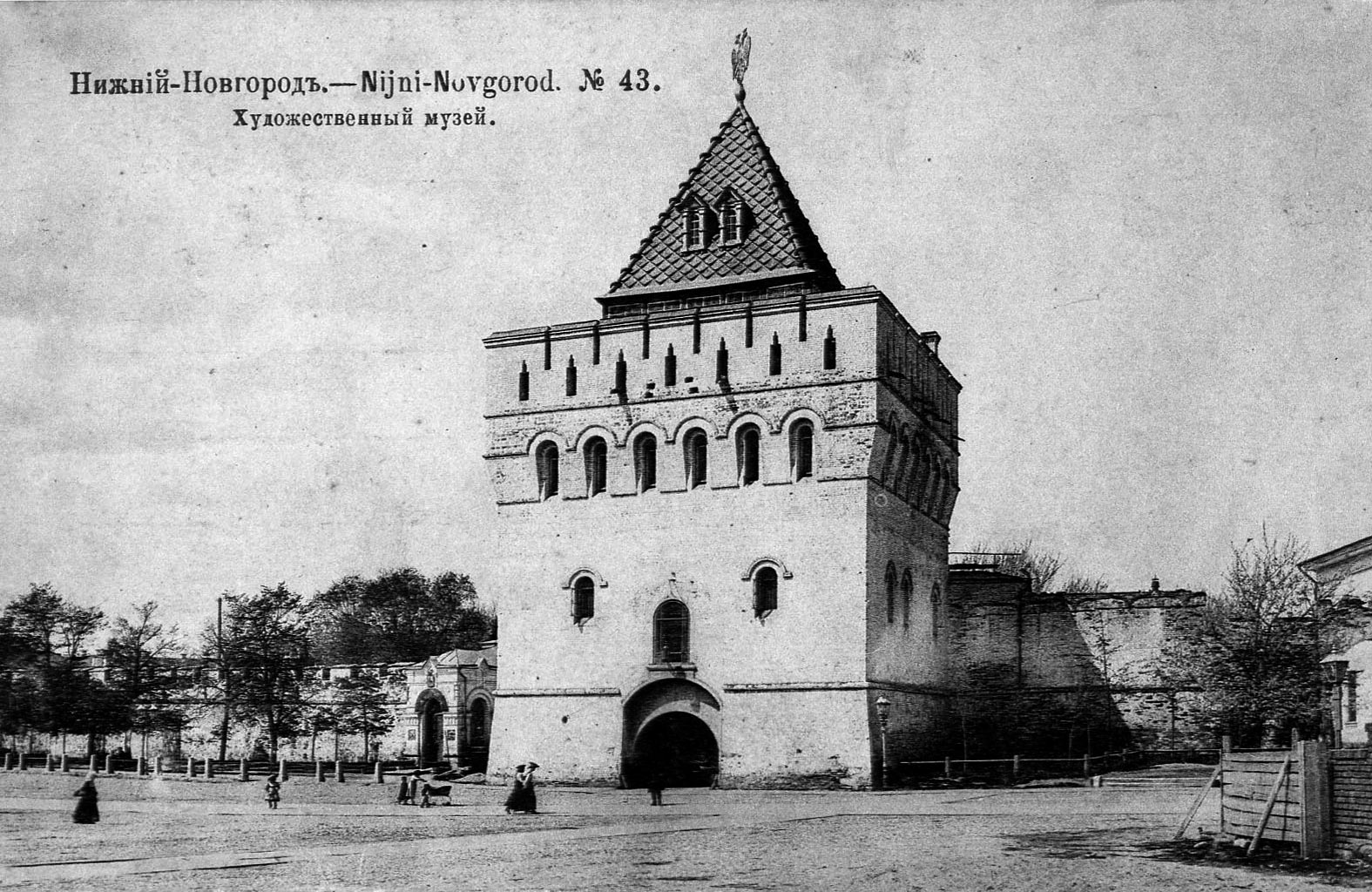
Нижний Новгород. Дмитровская башня (до 1913 г.)
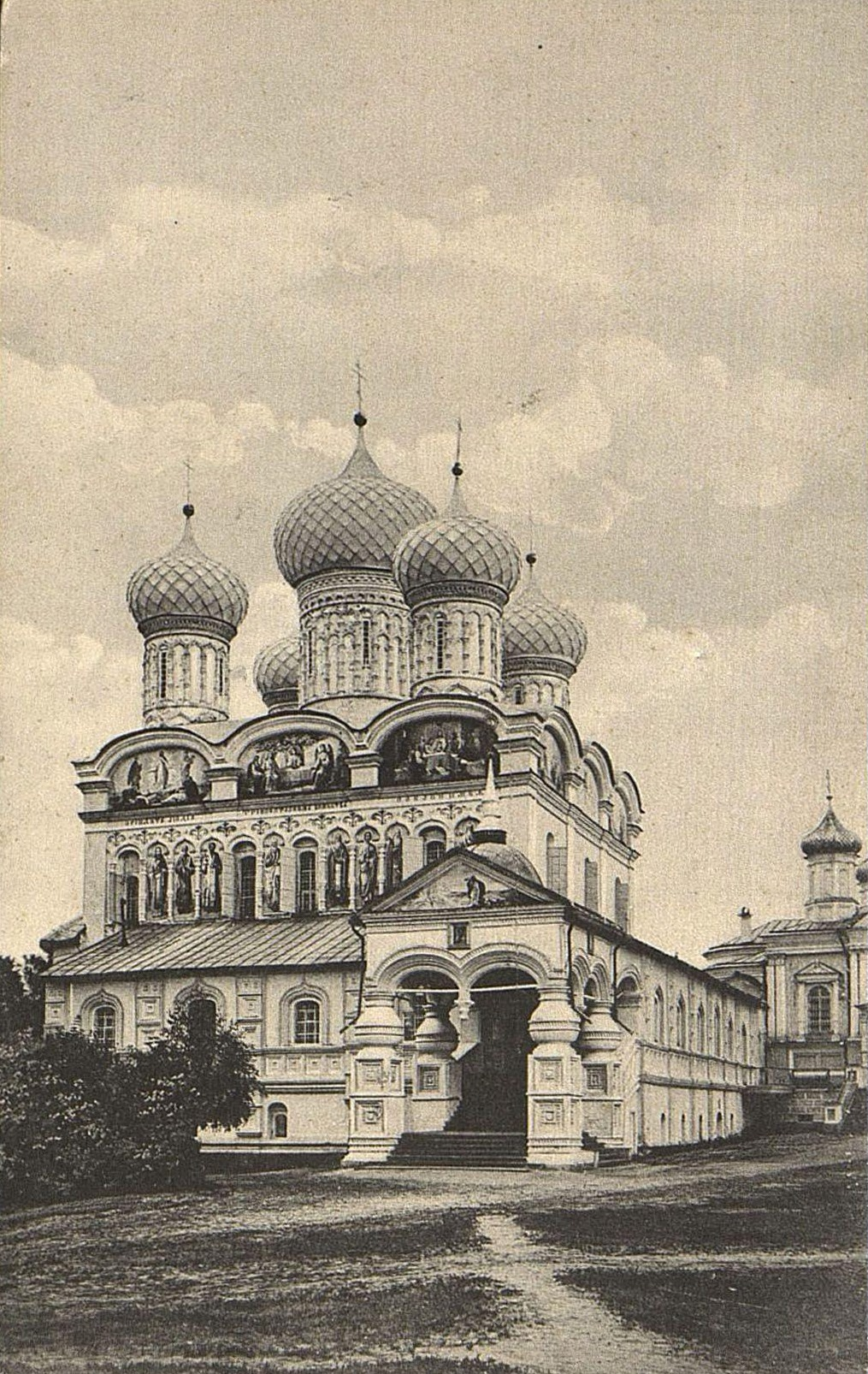
Кострома. Ипатьевский монастырь (1900-е гг.)
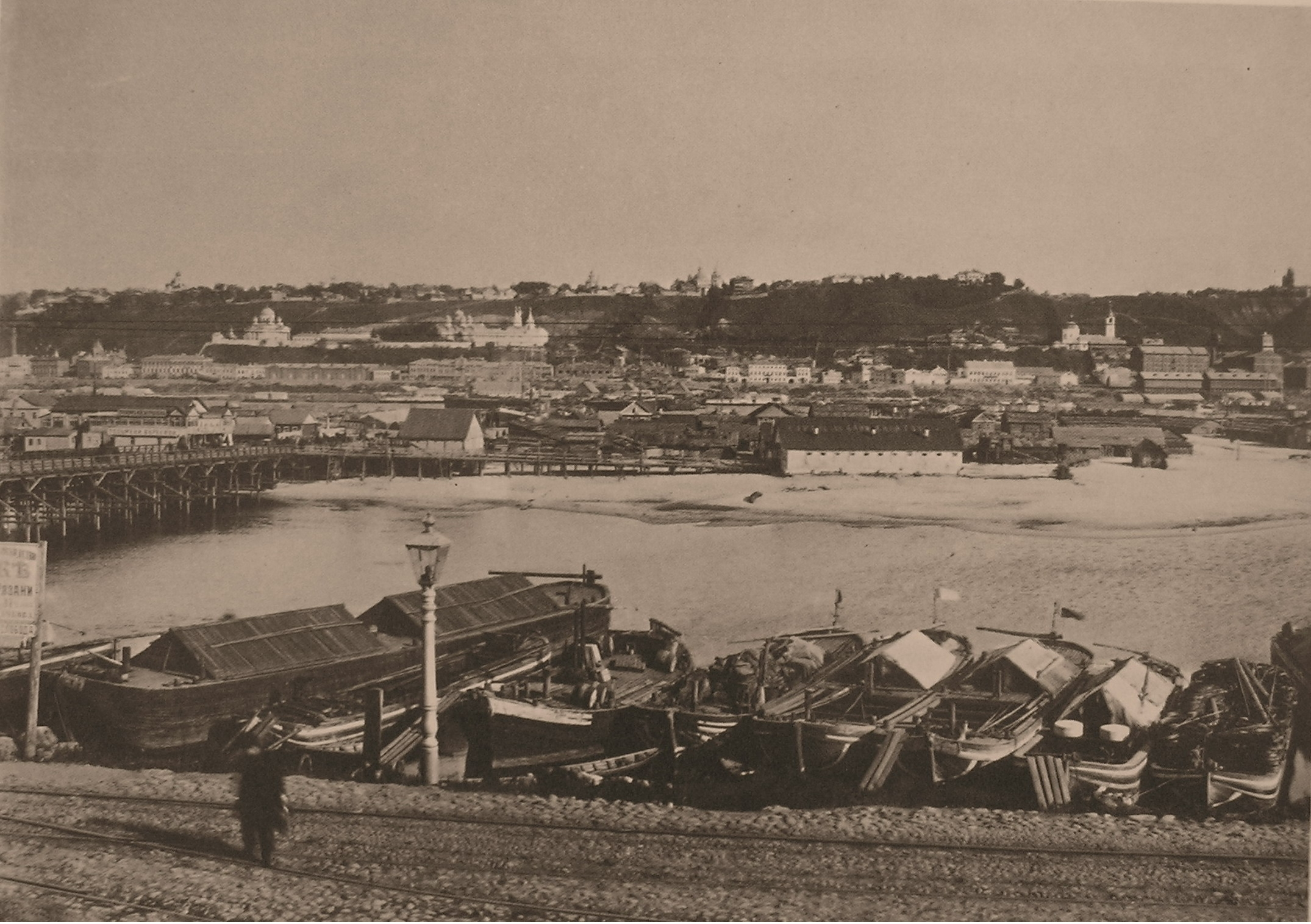
Нижний Новгород. Ярмарочные балаганы на Гребневских песках (1900-е г.)

### Послереволюционный период

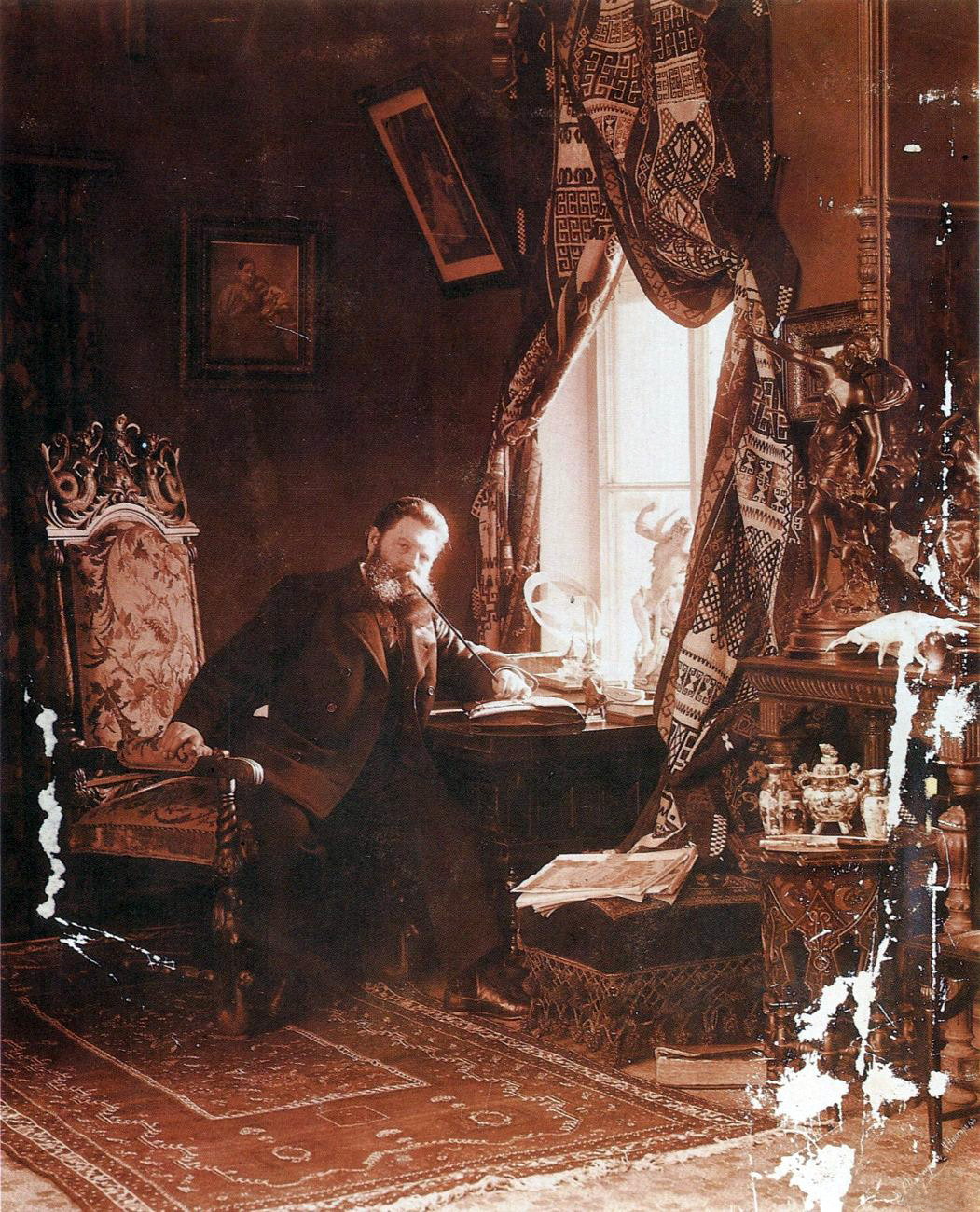
М. П. Дмитриев.

После падения старой власти с 1918 года частный фотограф Дмитриев начинает испытывать большие жизненные проблемы. В октябре 1919 года ГубЧК был арестован его зять Александр Пирожников, с большим трудом Дмитриев сумел отстоять зятя. К 1929 году частные фотосалоны в СССР были национализированы или закрыты. Власти причисляют фотографа Дмитриева к разряду промышленников, использующих наёмный труд, что облагалось непомерными налогами. И в конце 1929 года Нижегородская фотография М. Дмитриева была национализирована и стала государственным предприятием (фотографией Детской трудовой коммуны (ДТК)). Власти заключили трудовой договор с Дмитриевым, согласно которому он принимался на должность павильонного фотографа и заведующего художественной частью фотоателье.
В 1933 году Дмитриев захотел перевезти свой личный фотоархив из ДТК к себе на квартиру, но местные власти запретили это делать и конфисковали у фотографа около семи тысяч негативов, часть из которых позже была утеряна.
Последние годы Максим Дмитриев прожил в доме своего зятя А. Пирожникова. Похоронен Максим Петрович в квартале 10 (с восточной стороны ограды Успенской церкви) на Бугровском кладбище Нижнего Новгорода (изначально — на кладбище Крестовоздвиженского женского монастыря, захоронение перенесено после его ликвидации в 1950-е), неподалёку от могилы своего учителя А. Карелина; интересно, что на старом кресте стоит год рождения 1857 (а не общепринятый 1858).
В здании, где было ателье Дмитриева, в 1992 г. создали Русский музей фотографии.

## Круг знакомств
Дмитриев входил в круг передовой интеллигенции Нижнего Новгорода, центром которой в начале XX века являлся Максим Горький. Творчество Дмитриева органично дополняло произведения Горького. Дмитриеву удавалось запечатлеть через объектив фотокамеры ветошный рынок, ночлежки, рабочие артели, винные лавки — то самое нижегородское «дно», которое Горький описывал в своих произведениях. Многолетние дружеские отношения между Горьким и Дмитриевым позволили последнему создать массу фотографий писателя. Друг и родственник Горького А. А. Богданович писал: «превосходный мастер своего дела М. П. Дмитриев… залучив к себе популярного писателя, снимал его многократно, в разных видах и позах, и изготовлял множество карточек для продажи, и также больших портретов для своих многочисленных выставок в витринах… В этой „иконографии“ М. П. Дмитриев затмил всех своих соперников: он сам бывал нередким гостем на Канатной, и его жена Анна Филипповна, женщина представительная и красивая, вошла в число близких знакомых семьи Пешковых».
В ателье Дмитриева не раз бывали и другие видные деятели культуры и искусства, в витрине его мастерской появлялись портреты Леонида Андреева, Ивана Бунина, Веры Комиссаржевской, Фёдора Шаляпина и других.